# North Tweedsmuir Island
North Tweedsmuir Island är en ö i Kanada.   Den ligger i territoriet Nunavut, i den nordöstra delen av landet, 2 600 km norr om huvudstaden Ottawa. Arean är 119 kvadratkilometer.
Terrängen på North Tweedsmuir Island är platt. Öns högsta punkt är 131 meter över havet. Den sträcker sig 13,7 kilometer i nord-sydlig riktning, och 15,2 kilometer i öst-västlig riktning.
Trakten runt North Tweedsmuir Island består i huvudsak av gräsmarker.